# مارک نوولس (بازیکن هاکی روی چمن)
مارک نوولس (انگلیسی: Mark Knowles؛ زادهٔ ۱۰ مارس ۱۹۸۴) بازیکن هاکی روی چمن اهل استرالیا است که در مسابقات کشوری و بین‌المللی در مجموع برندهٔ ۱۵ مدال طلا، ۲ مدال نقره، ۲ مدال برنز شده‌است.

## کاپیتان تیم هاکی المپیک مردان
وی چهارمین حضور خود را در تیم هاکی المپیک مردان در ریو انجام داد و با سالها تجربه کاپیتان این تیم نیز بود.

## دستاوردها در صحنه بین‌الملل
- او در چهار بازی متوالی المپیک بازی کرد
- او فقط در سن ۲۰ سالگی جوانترین تیم موفق به کسب اولین مدال طلای هاکی در استرالیا بود و به جمع‌آوری دو مدال برنز المپیک دیگر با کوکابوراس ادامه داد.
- او چهار مدال طلای بازی‌های مشترک المنافع دارد
- برنده دو جام جهانی شده‌است
- دو مدال طلای فینال لیگ جهانی
- چهار جام قهرمانی جهان
- در سال ۲۰۰۷ وی برنده جایزه بهترین بازیکن جوان جهان شد
- او به عنوان بهترین بازیکن سال 2014 FIH انتخاب شد
- کاپیتان تیم ملی کوکابوراس استرالیا به مدت چهار سال از سال ۲۰۱۴ تا زمان بازنشستگی در سال ۲۰۱۸
- ۳۲۴ بازی برای استرالیا، سومین حضور در تاریخ استرالیا
- در سال ۲۰۰۵ به او نشان مدال استرالیا (OAM) اعطا شد
- با به رسمیت شناختن وی به عنوان پرچمدار افتتاحیه بازی‌های مشترک المنافع ۲۰۱۸، اوج نهایی زندگی حرفه ای خود را تاج گذاری کرد.[۲]